# آی‌تریپل‌ئی اسپکتروم
آی‌تریپل‌ئی اسپکتروم (به انگلیسی: IEEE Spectrum) مجله‌ای است که توسط آی‌تریپل‌ای منتشر می‌شود و در زمینه مهندسی برق است.
توصیف IEEE از اسپکتروم چنین است:
مجله آی‌تریپل‌ای اسپکتروم، ناو فرماندهی IEEE، توسعه، کاربرد و تاثیرات فناوریهای نوین را می کاود. این مجله روندهای مهندسی، علم و تکنولوژی را پیش بینی می کند و مجمعی فراهم می کند برای دریافت، بحث و رهبری در این حوزه ها.